# Bains, Haute-Loire
 Bains  là một xã thuộc tỉnh Haute-Loire nam trung bộ nước Pháp. Xã Bains, Haute-Loire nằm ở khu vực có độ cao từ 878-1332 mét trên mực nước biển.